# Travelátor

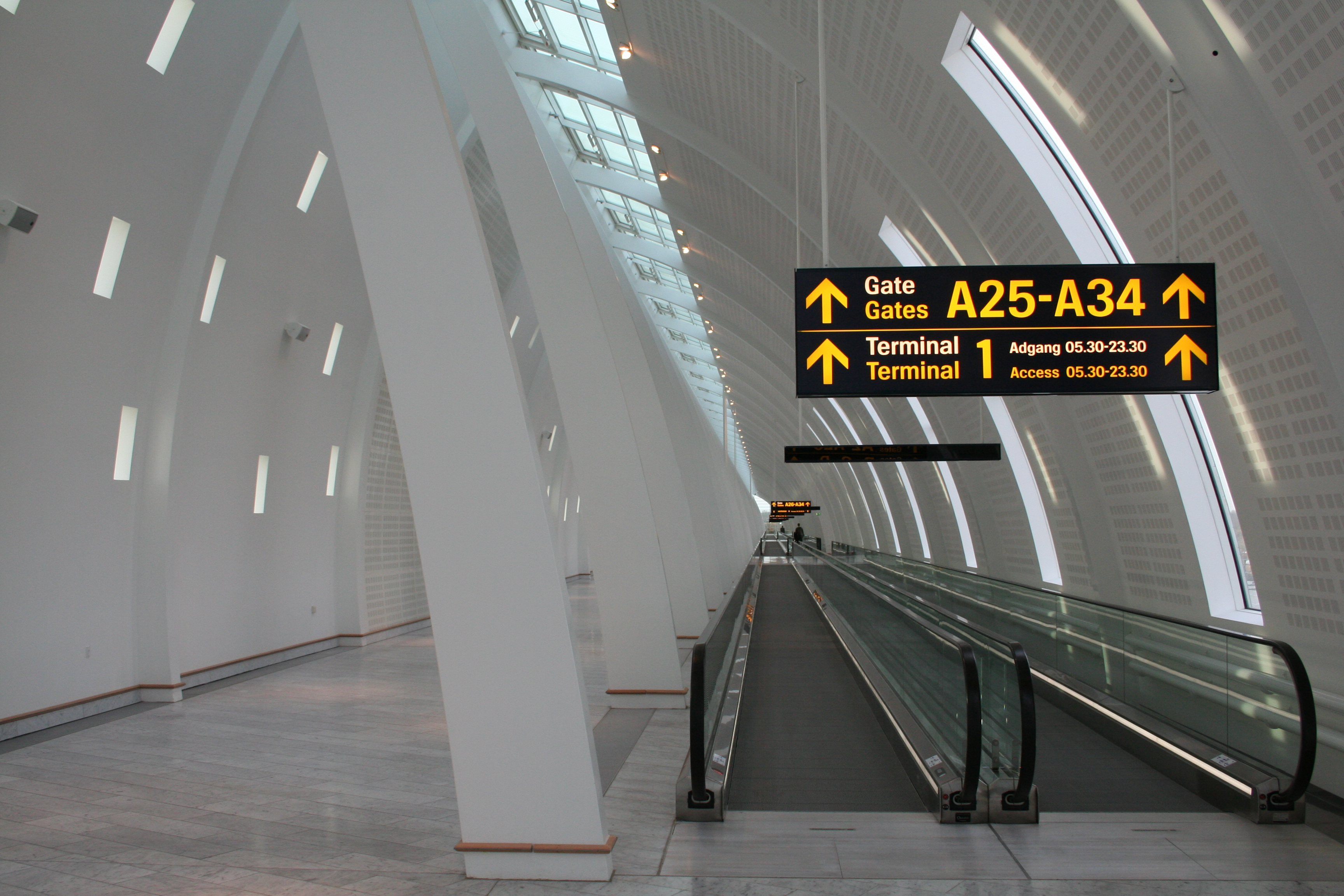
Travelátor na kodaňském letišti.

Pohyblivý chodník čili travelátor je technické zařízení z kategorie zdvihadel, jedná se o dopravní mechanismus přepravující osoby nebo zavazadla na krátké vzdálenosti, podobně jako eskalátor či výtah.

## Technické provedení
Je možné je kategorizovat podle sklonu a délky dráhy, přepravní kapacity a rychlosti pohybu. Používají se pouze do určitého sklonu, poté jsou nahrazeny eskalátory nebo výtahy. Jejich použití je délkově omezeno. Používají se pouze tam, kde mají praktické využití.

## Užití
Jejich užití bývá velmi různorodé – používají se zejména v dopravních terminálech, nákupních a komerčních střediscích, kulturních zařízeních apod.
V nákupních střediscích se šikmými travelátory bývají nákupní vozíky upraveny tak, aby byly na šikmé ploše travelátoru automaticky zablokovány proti samovolné jízdě dolů.
Nejdelší travelátor v Česku se nachází na Letišti Václava Havla Praha. 

## Výrobci a značky
Největší výrobu travelátorů má švédský Thyssen. [zdroj?] Dalšími výrobci jsou např. Schindler, Otis, KONE nebo české Výtahy Ostrava.